# Kirikou (jeu vidéo)
Pour les articles homonymes, voir Kirikou (homonymie).
Kirikou est un jeu vidéo de plates-formes, tiré du film d'animation Kirikou et la Sorcière de Michel Ocelot, développé par Étranges Libellules et édité par Wanadoo, sorti en novembre 2001 sur PlayStation, Game Boy Color et Microsoft Windows.

## Trame
Tout comme dans le film dont ils en sont tirés, les deux jeux parlent de Karaba qui a semé la terreur au village et dans les environs. Elle a transformé tous les hommes en fétiche, sauf l'oncle de Kirikou qui est parti affronter seul Karaba la sorcière. Kirikou décide d'aller aider son oncle et part à sa recherche,,.

## Système de jeu
Kirikou est un jeu de plates-formes en trois dimensions où la progression se fait sur un plan en deux dimensions en scrolling horizontal. L'objectif est de venir à bout des différents niveaux afin d'affronter Karaba la sorcière dans le dernier niveau,,.